# 春湾站
春灣站位于广东省阳春市春湾镇，1991年落成。距三水站151公里，茂名西站159公里，隶属广州铁路集团三茂铁路股份有限公司管辖，现为三等站。客运可办理旅客乘降、行李、包裹托运业务；货运可办理整车、零担、集装箱货物发到业务。春灣站是連接春羅铁路的起點站，但春灣站人流極少，所以此站于2012年7月1日已停運。